# Formica foreliana
Formica foreliana är en myrart som beskrevs av Wheeler 1913. Formica foreliana ingår i släktet Formica och familjen myror. Inga underarter finns listade i Catalogue of Life.

## Bildgalleri

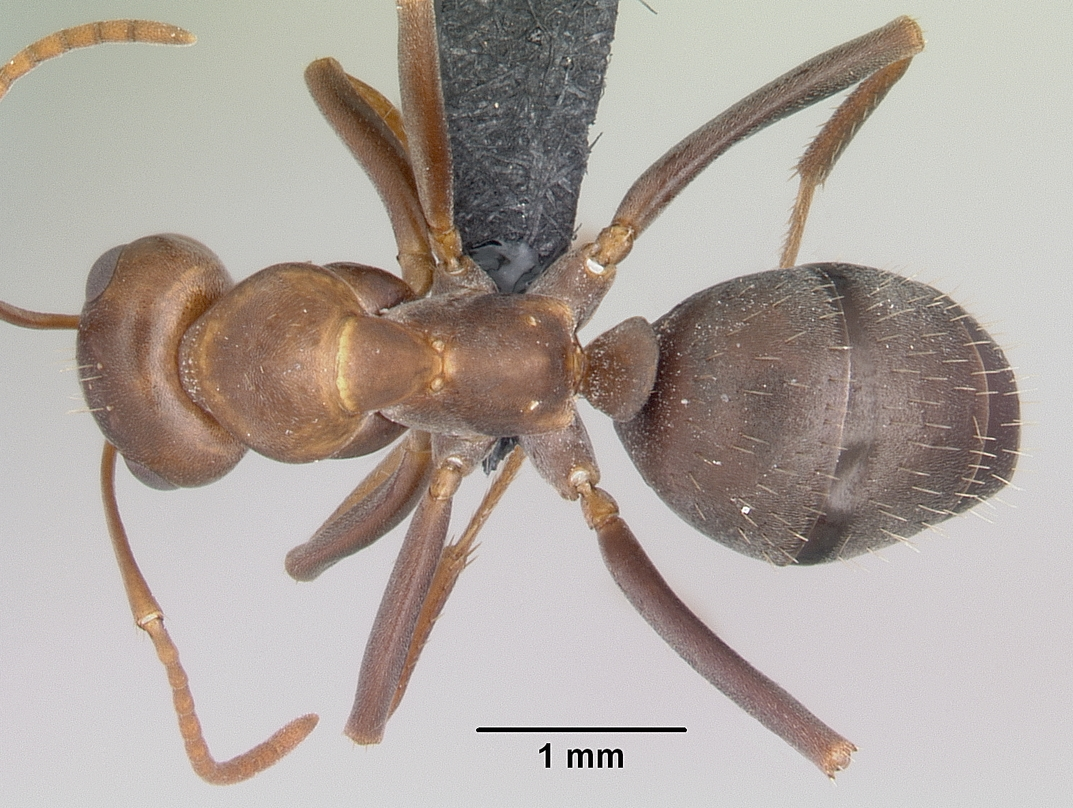
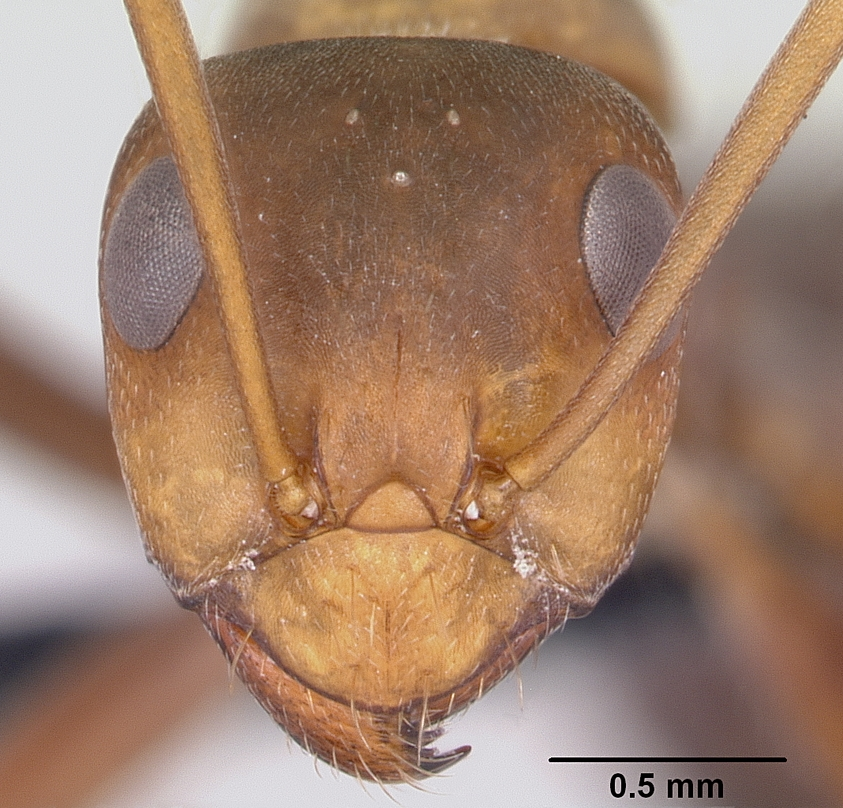
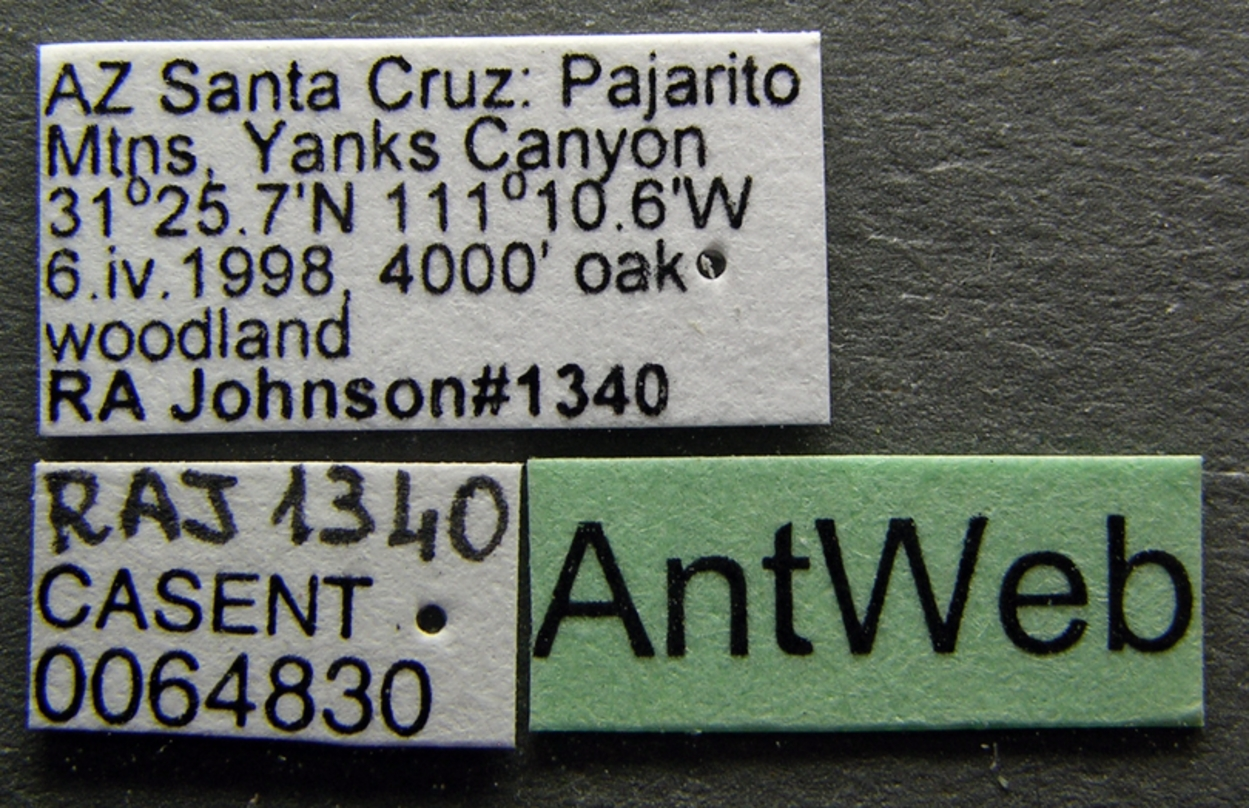
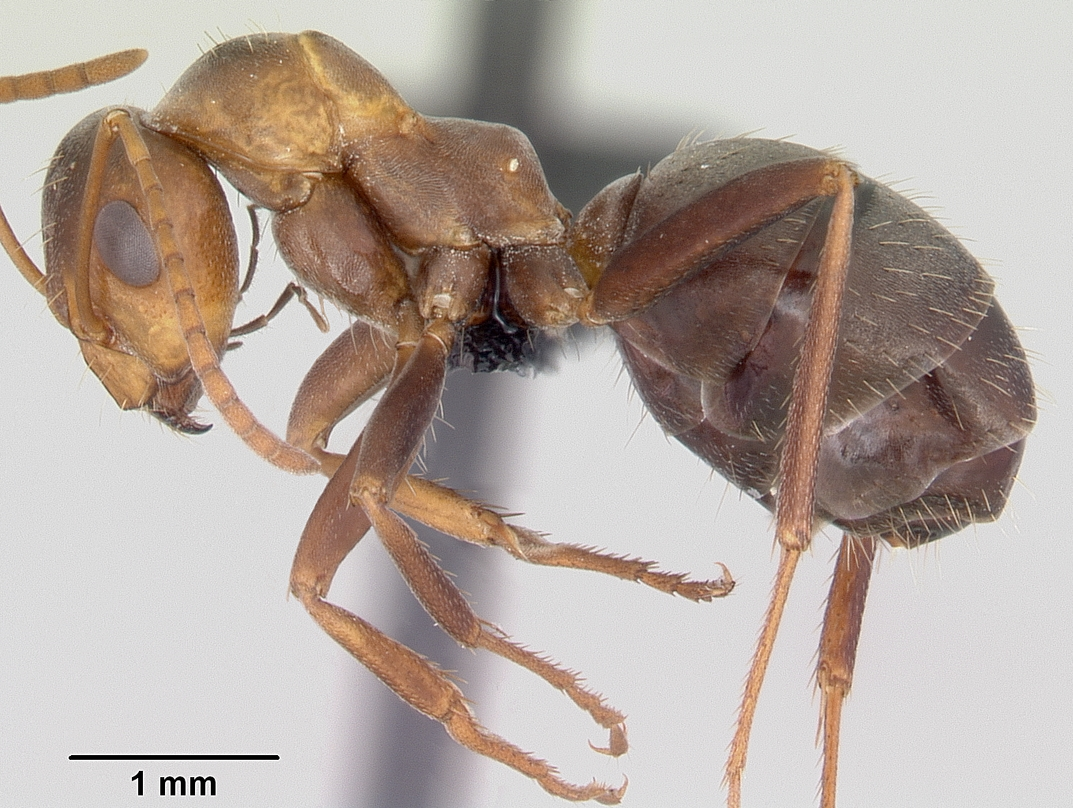
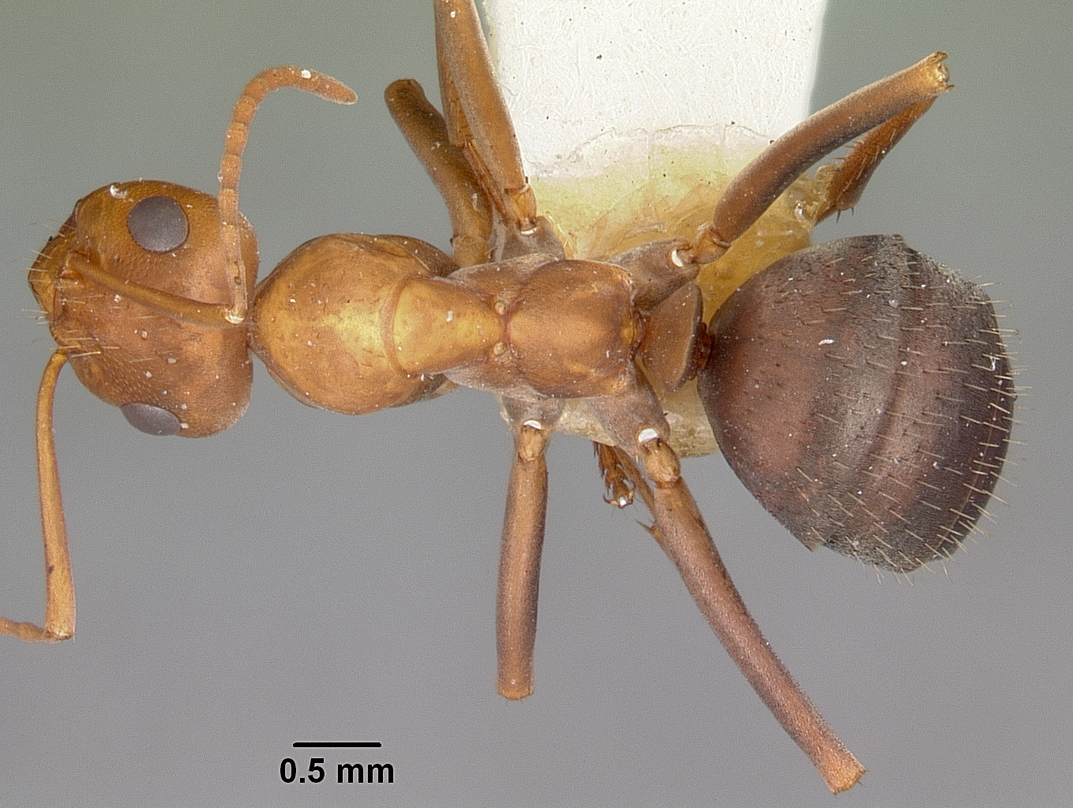
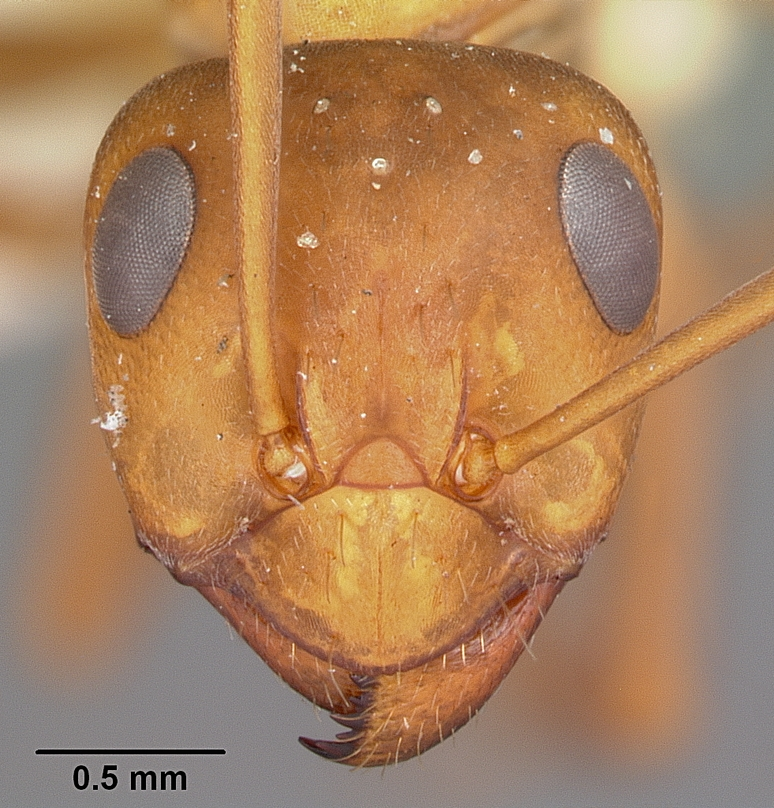